# مها رشدي
مها رشدي مونتيرة مصرية شاركت بالمونتاج في العديد من الأفلام السينمائية والأعمال التليفزيونية المصرية.

## مسيرتها المهنية
تخرجت مها رشدي من المعهد العالي للفنون المسرحيّة عام 1983، ثُم عملت لمدة عشر سنوات كمساعد مونتير في العديد من الأفلام السينمائيّة المصرية، كما عملت لبعض الوقت كمساعد مخرج في عدد من الأفلام السينمائية مع عدد من المخرجين، ومنهم المخرج الراحل عاطف الطيب، والمخرج الراحل سمير سيف، وشاركت بالتمثيل في فيلم وحيد بعنوان البدرون للمخرج عاطف الطيب. وفي عام 1998 عملت مها رشدي كمونتير أساسي لأول مرة في فيلم صعيدي في الجامعة الأمريكية، ثم توالت أعمالها بعد ذلك، وقامت بمونتاج العديد من الأفلام السينمائية والأعمال التليفزيونية.

## أعمالها

### الأفلام
- صعيدي في الجامعة الأمريكية: أنتج عام 1998.
- البلياتشو: أنتج عام 2007.
- طباخ الريس: أنتج عام 2008.
- أشرف حرامي: أنتج عام 2008.
- آخر كلام: أنتج عام 2008.
- ميكانو: أنتج عام 2009.
- الديكتاتور: أنتج عام 2009.
- أدرينالين: أنتج عام 2009.
- البيه رومانسي: أنتج عام 2009.
- بنتين من مصر: أنتج عام 2010.
- فوكك مني: أنتج عام 2011.
- سامي أكسيد الكربون: أنتج عام 2011.
- تك تك بوم: أنتج عام 2011.
- إيي يو سي: أنتج عام 2011.
- وبعد الطوفان: أنتج عام 2012.
- توم وجيمي: أنتج عام 2013.
- المواطن برص: أنتج عام 2014.[2]
- الفندق: أنتج عام 2017.
- المحكمة: أنتج عام 2021.[3]
- 200 جنيه: أنتج عام 2021.

### المسلسلات
- ساحرة الجنوب: أنتج عام 2015.
- اللهم إني صائم: أنتج عام 2017.
- البرنسيسة بيسة: أنتج عام 2019.

## الجوائز
حصلت مها رشدي على العديد من الجوائز المحليّة والعربية في المونتاج، ونالت جوائز أفضل مونتاج عن أفلام:
- فيلم ثقافي
- شورت وفانلة وكاب
- واحد من الناس

## وصلات خارجية
- صفحة المونتيرة على قاعدة بيانات الأفلام العربية
- صفحة المونتيرة على موقع الدهليز